# Тудель Микола Васильович
Микола Васильович Тудель (10 лютого 1924, с. Сокиринці Срібнянського району Чернігівської області — 24 червня 2011, м. Київ) — інженер-механік, кандидат технічних наук (1958), заслужений працівник сільського господарства України, лауреат Державної премії УРСР (1982).

## Біографія
Народився в сім'ї селянина. У 1941 році закінчив середню школу у Дніпродзержинську, куди переїхала родина. Після визволення міста від німецько-фашистських загарбників служив у війську, воював, був поранений. По війні недовго працював на шахті. У 1945 році вступив до Зерноградського інституту механізації та електрифікації сільського господарства (Ростовська область, РФ).
Ще студентом створив оригінальну машину для насадження лісосмуг, а до кінця навчання мав уже три авторські свідоцтва.
Працював в Українському науково-дослідному інституті механізації та електрифікації сільського господарства (нині Інститут механіки та автоматики агропромислового виробництва НААН України).
Сфера його наукових пошуків стосувалась питань технології та механізаціï вирощування і збирання кукурудзи.
Автор 145 наукових праць і 14 винаходів. Підготував 10 кандидатів технічних наук.
Під керівництвом і за участі М. В. Туделя були створені 12-рядкова сівалка, технічні засоби для знищення бур'янів на посівах кукурудзи, кукурудзозбиральні комбайни «Херсонець-200» та «Херсонець-8».
У 2009 році йому призначена довічна державна стипендія.
Помер 24 червня 2011 року у Києві. Похований у Києві на Байковому кладовищі.

## Відзнаки і нагороди
За створення і впровадження у виробництво машини ППК-4 для збирання кукурудзи 1982 р. йому присуджена Державна премія УРСР в галузі науки і техніки.
За розробку і впровадження у виробництво енергоощадливоï технології зберігання і використання на корм тваринам вологого зерна і качанів кукурудзи отримав премію Ради Міністрів СРСР 1989 р.
Також нагороджений орденами: «Вітчизняної війни», «За мужність», «Знак Пошани», медалями: «За трудову відзнаку», «Захиснику Вітчизни» та багатьма іншими.

## Праці
- Тудель М. В. Виробництво зерна кукурудзи на промисловій основі / М. В. Тудель. — Київ, 1981.
- Тудель Н. В. Индустриальная технология производства кукурузы / Н. В. Тудель. — Москва, 1983.
- Спеціальні комбайни / [М. В. Тудель та ін.]. — Київ: Урожай, 1988. — 182 с.
- Интенсивная технология производства кукурузы: монография / [Н. В. Тудель и др.]. — Москва: Росагропромиздат, 1991. — 271 с.